# Indasclera chinensis
Indasclera chinensis es una especie de coleóptero de la familia Oedemeridae.

## Distribución geográfica
Habita en China.